# Río Bhairab

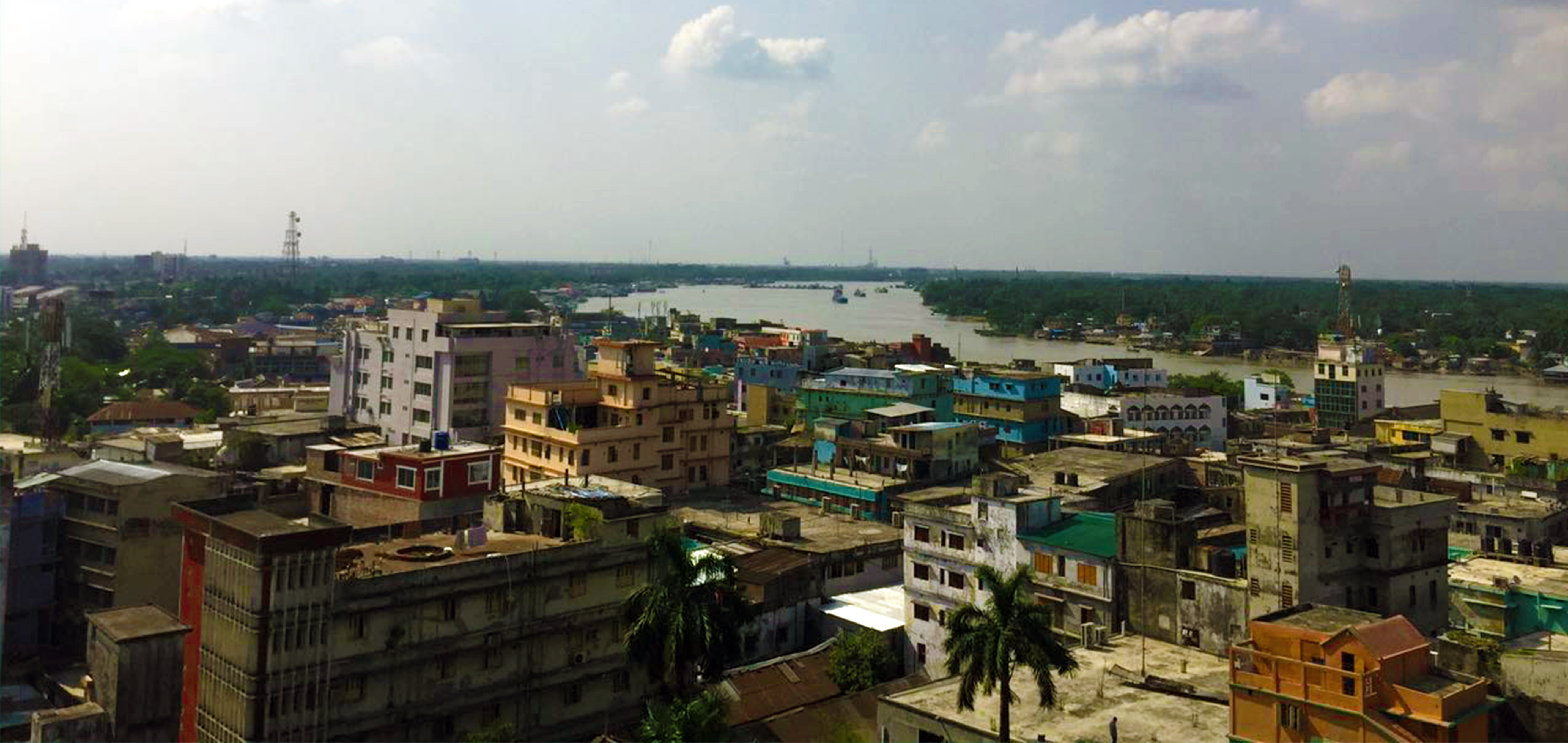
El río Bhairab desde la ciudad de Khulna

El río Bhairab (en bengalí: ভৈরব নদী) es un río en el suroeste de Bangladés, un distributario del Ganges. Pasa por Khulna, dividiendo la ciudad en dos partes. El río Bhairab se origina en la frontera de Tengamari del distrito de Meherpur y pasa por la ciudad de Jessore. El río tiene aproximadamente 160,9 km de largo y 91,4 m de ancho. Su profundidad promedio es de 1,2 a 1,5 m y con un flujo de agua mínimo, tiene mucho limo.

## Historia
El Bhairab, que se considera de origen más antiguo que su río padre, el Jalangi, sale de ese río en un punto, unas pocas millas al norte de Karimpur, cerca de Akheriganj en Bhagwangola (distrito electoral de Vidhan Sabha) en el distrito de Murshidabad (en Bengala Occidental) . Después de un curso tortuoso hacia el sur, gira hacia el este formando la línea fronteriza entre Meherpur PS (Bangladés) y Karimpur (India) por una corta distancia y luego gira hacia el sur entrando en Meherpur PS pasando por la ciudad de Meherpur hacia el sur y se pierde en el Mathabhanga cerca del este de Kapashdanga. Su toma del Jalangi se llenó de sedimentos, por lo que este río ha estado prácticamente muerto desde hace mucho tiempo. El mal clima de Meherpur, que se encuentra en sus orillas, se atribuye en gran medida al estancamiento de sus aguas.

## Geografía
El río Bhairab tiene dos brazos principales, el Khulna-Ichamati y el Kobadak. El Khulna-Ichamati forma un límite entre Bangladés y la India. Las ciudades de Khulna y Jessore están situadas a orillas del río. El desarrollo de sus asentamientos y cultura estuvieron influenciados por el río. El río Rupsa está formado por el Bhairab y el río Atai, y desemboca en el río Pasur.